# Wanako Studios
A Wanako Studios egy Chilei videójáték fejlesztő csapat, akik a Behaviour Interactive tulajdonában vannak. Jelenleg letölthető játékokat fejlesztenek Nintendo Wiire, Playstation Networkre és az Xbox 360 online felületére, az Xbox Live Arcadere. Korábban a Wild Tangentnek fejlesztettek, például a Jewel Thief és a Blachawk Striker 2 játékokat. Dolgoztak még a THQnak és a Ford Motor Companynak. Legutóbbi játékaik Playstation Networkre a Tetris és Xbox Live Arcadre a Doritos Crash Course.

## Története, események
A céget 2002-ben alapította  Esteban Sosnik, Tiburcio de la Carcova és Wenceslao Casares. Központjuk Chilében, Santiago városában van. Céljuk, hogy javuljon a Dél-Amerikai szoftverfejlesztés. Jelenleg ők a legnagyobb szoftverfejlesztő cég Latin Amerikában [forrás?]. Saját sajtóközleményük szerint, erősen támaszkodnak a gyors szoftverfejlesztő módszerekere, mint például a SCRUM-ra.

2007 február 20-án bejelentették, hogy felvásárolta őket a Sierra Entertainmenthez tartozó Vivendi Games. Ugyanezen a héten, az Xbox Live Arcade portfoliókezelője, Ross Erickson kilépett a Microsofttól és csatlakozott a testvércéghez, a Sierra Onlinehoz.

2008 november 20-án a Wanako Studiost megszerzi Kanada legnagyobb független játékfejlesztője, az Artifical Mind and Movement.

2010 november 8-án az Artifical Mind and Movement nevet változtat és Behaviour Interactive néven folytatja.

## Játékok
- Ghostbusters: Sanctum of Slime (2011)
- Tetris PSN (2010)
- Doritos Crash Course (2010)
- 3D Ultra Minigolf Adventures 2 (2010)
- Revenge of the Wounded Dragons (2009)
- Assault Heroes 2 (2008)
- Arkadian Warriors (2007)
- 3D Ultra Minigolf Adventures (2007)
- Sea Life Safari (2007)
- Assault Heroes (2006)
- Blasterball 3 (2006)
- Tornado Jockey (2005)
- Jewel Thief (2005)
- EverGirl (2005)
- Polar Tubing (2005)
- Phoenix Assault (2004)
- fGroove-O-Matic (2004)
- Blackhawk Striker 2 (2004)
- Cut to the Beat (2004)
- Ford Virtual Racing (2004)

## Fordítás
Ez a szócikk részben vagy egészben  a   Wanako Studios című angol Wikipédia-szócikk ezen változatának fordításán alapul.  Az eredeti cikk szerkesztőit annak laptörténete sorolja fel. Ez a jelzés csupán a megfogalmazás eredetét és a szerzői jogokat jelzi, nem szolgál a cikkben szereplő információk forrásmegjelöléseként.